# Синоп (вилает)
Синоп (на турски: Sinop) е вилает в Северна Турция на Черно море. Административен център на вилаета е едноименният град Синоп.
Вилает Синоп е с население от 185 891 жители (оценка от 2006 г.) и обща площ от 5862 кв. км. Разделен е на 9 общини.